# Kadaif

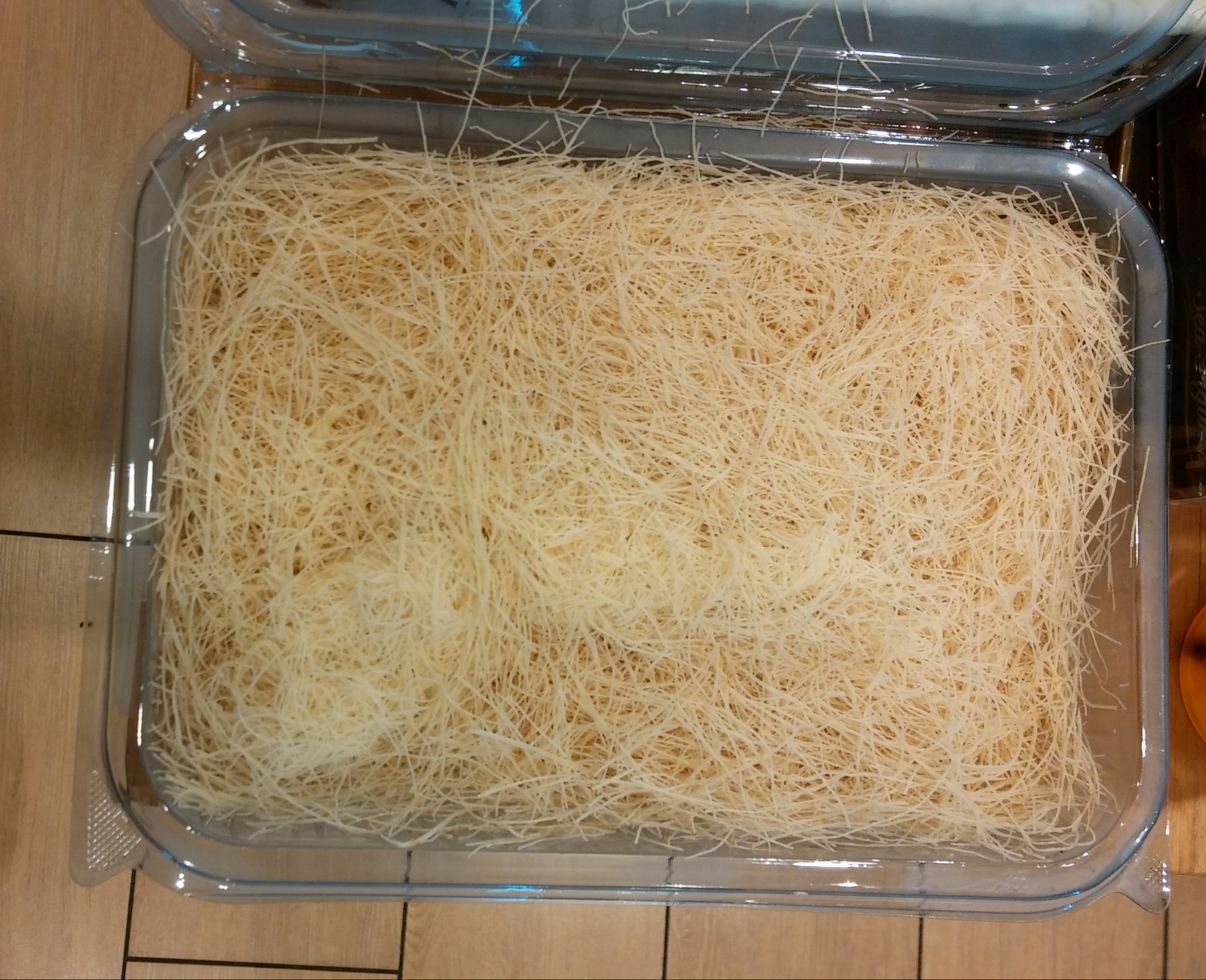
Kadaif

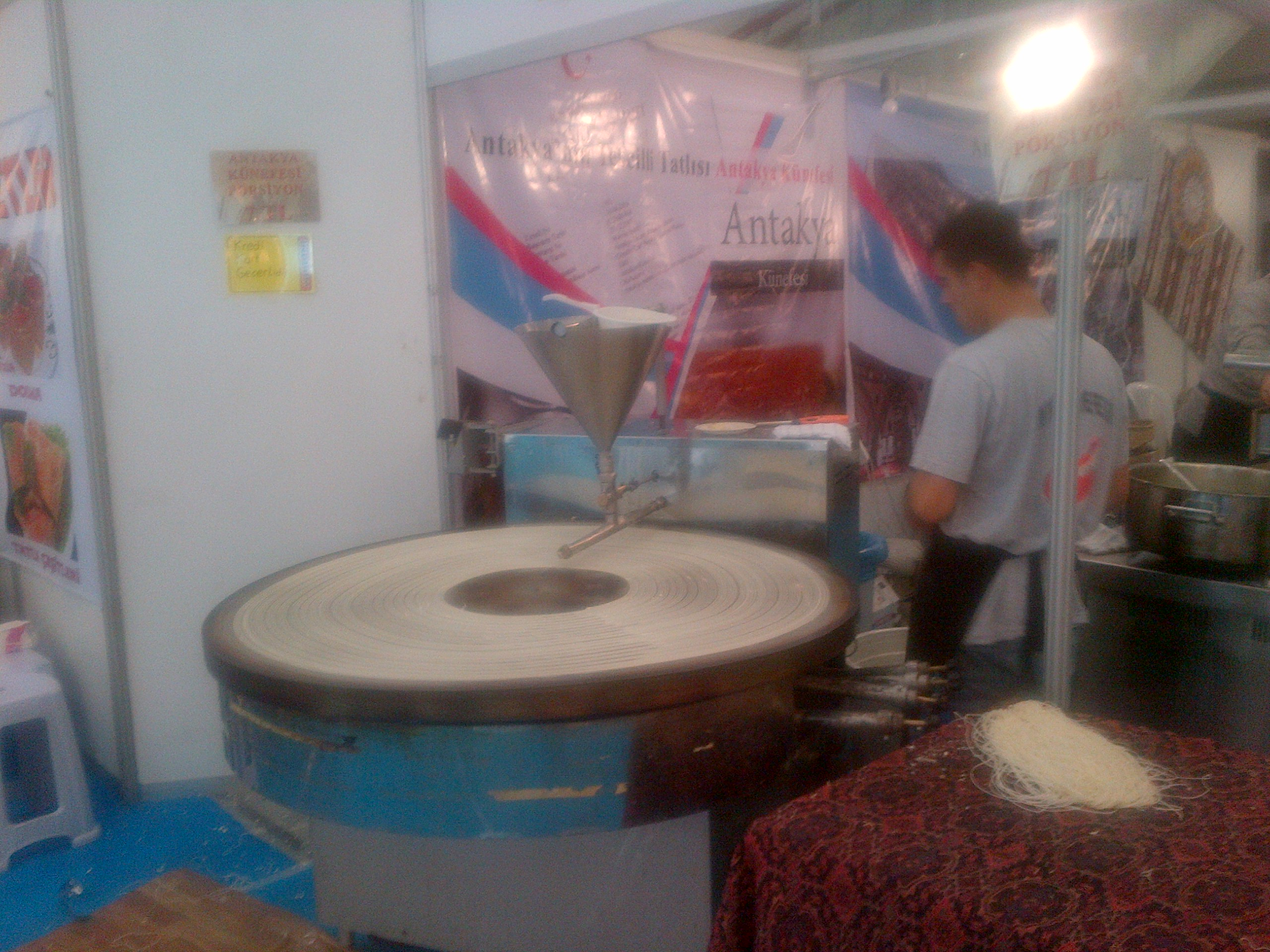
Fábrica de fideos Kadaif en Turquía

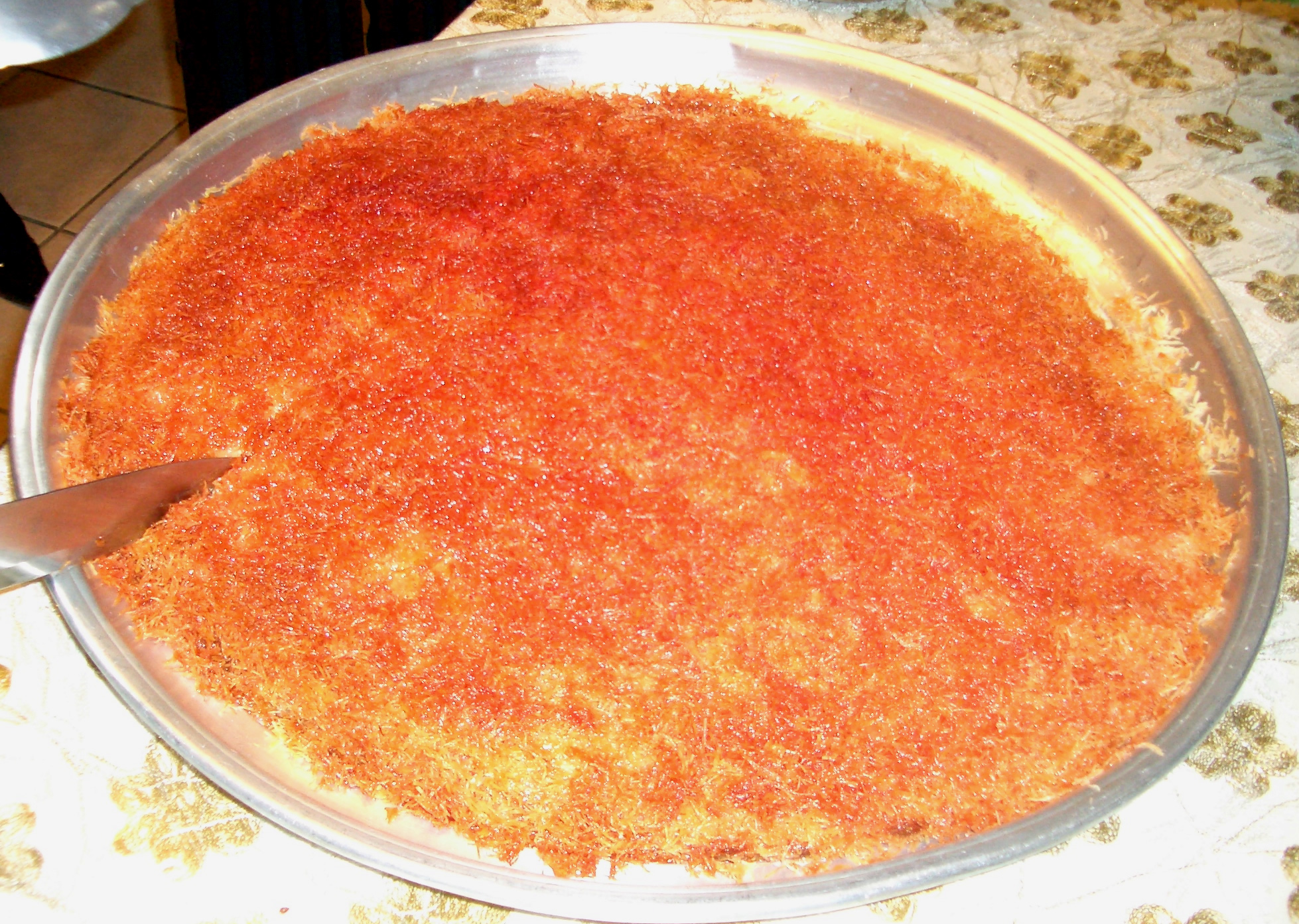
Kunafah en una sartén.

El kadaif, kadayıf (turco), kataifi, kadaifi (griego κα(ν)ταΐφι), katayef o kataïf (árabe قطايف) es un tipo de fideo muy fino (vermicelli) usado para preparar dulces y postres como el kunāfa y el chocolate Dubái.

## Origen
El knafe, o kunāfah surgió en la ciudad palestina de Nablus y desde allí se extendió al resto de Palestina y a los países vecinos. Ha estado presente desde hace mucho en Egipto y el Levante. También ha sido un postre de la cocina otomana en el este del Mediterráneo y los Balcanes.

## Elaboración

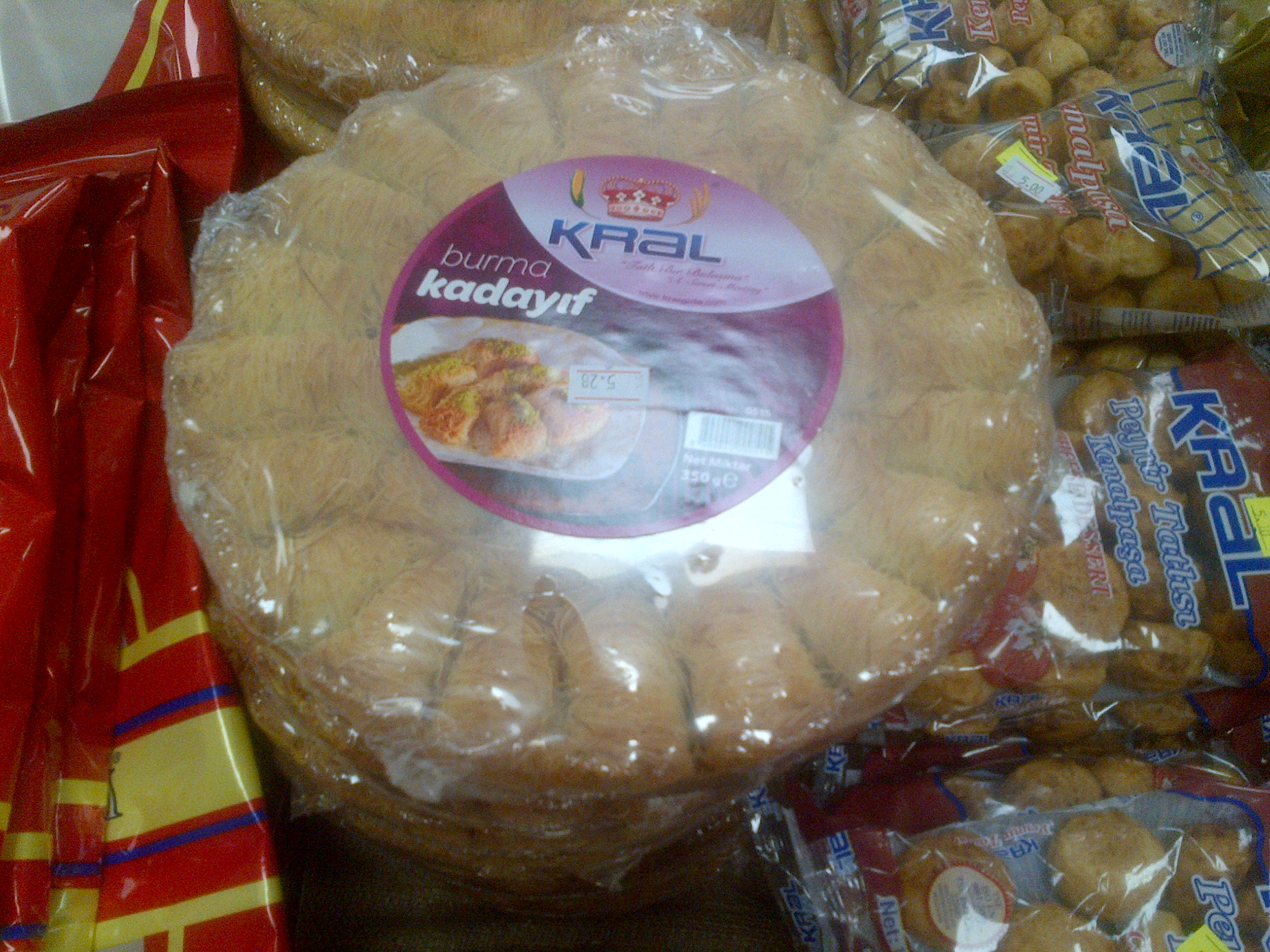
"Burma kadayıf", uno de los variantes de kadayıf que existen en la cocina turca; en venta en un supermercado, precocinado para terminar de elaborar en casa.

El kunāfah se hace dejando caer hilos finos de pasta de harina y agua sobre una plancha giratoria caliente, de forma que se sequen formando hebras largas. Estos hilos se recogen entonces en haces.
La masa de kunāfah se hace de tres tipos:
- khishnah (árabe خشنه), ‘grueso’, consistente en pasta de kadaif parecida a fideos largos finos.
- na'ama (árabe ناعمة), ‘fino’, consistente en trozos pequeños de sémola unidos entre sí.
- mhayara (árabe محيرة), ‘mezclado’, una mezcla de khishnah y na'ama.

La pasta se calienta con algo de mantequilla, margarina o aceite de palma durante un rato y entonces se unta con queso blando (nabulsi) y más pasta; el khishnah kunafah se enrolla sobre el queso. Un almíbar espeso, hecho con azúcar, agua y un par de gotas de agua de rosas, se vierte sobre la pasta en los últimos minutos de cocción. A menudo se tiñe la parte superior del kadaif con colorante naranja. Es típico espolvorear pistacho machacado sobre el dulce como guarnición.
En Egipto el relleno se compone normalmente de frutos secos triturados mezclados con azúcar glas y canela, o de queso crema endulzado.
En Turquía, se emplea solo masa kadayif para elaborar el künefe. El kadayif no se enrolla sobre el queso, sino que se pone entre dos capas. Se cocina en pequeñas placas de cobre, sirviéndolo muy caliente en almíbar con nata montada (kaymak) y pistachos o nueces.
La ciudad de Nablus es especialmente famosa por su kunāfah, relleno de queso nabulsi y con un papel central en la gastronomía de Palestina.

## Otras variantes

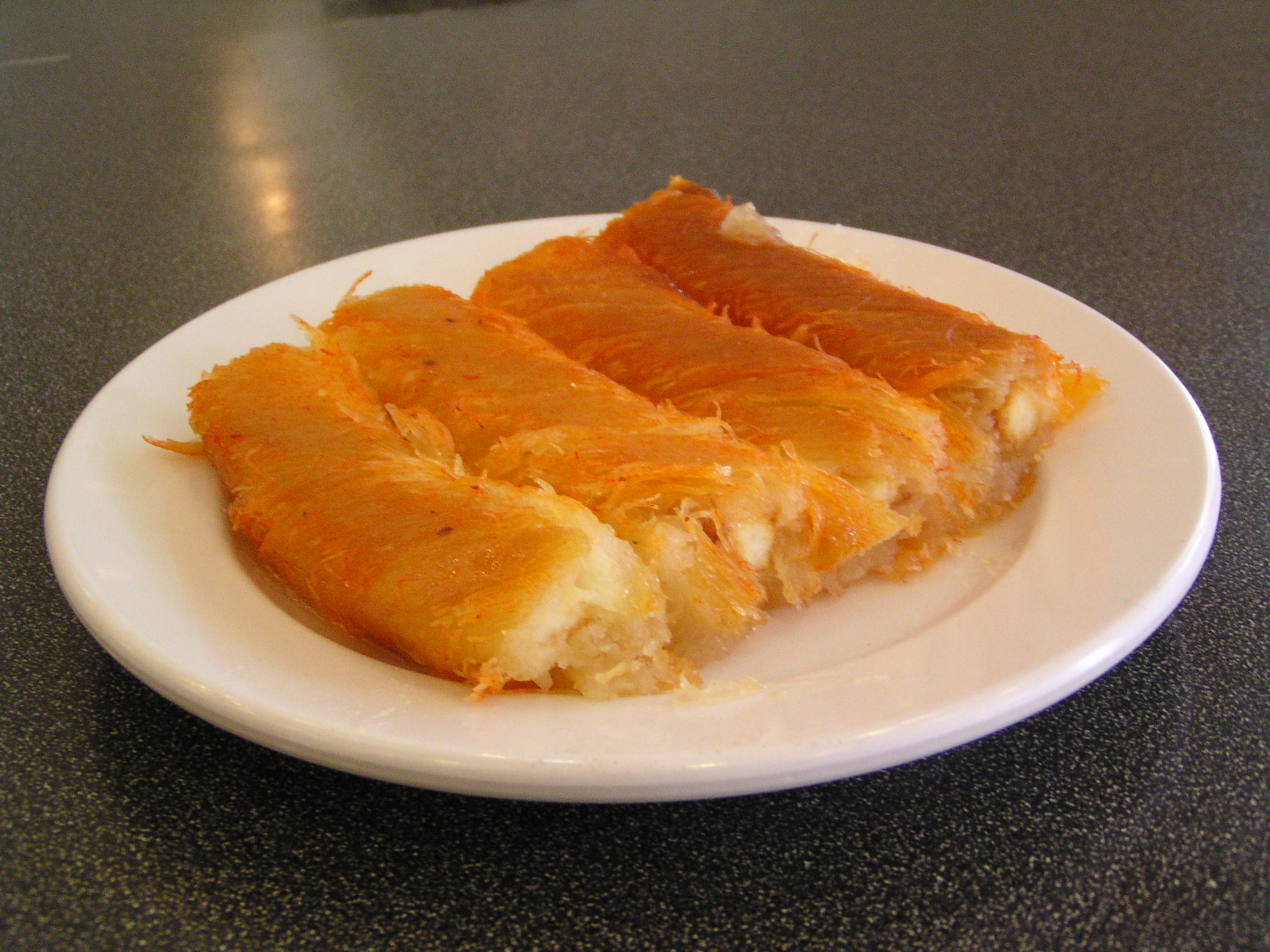
Kanafeh.

### Ka'ket kanafeh
Popular en el Levante y Turquía, donde puede tomarse para desayunar e incluso cenar como plato principal, pero es principalmente un postre. Se come como una delicia o helwah, puede también ponerse en un pan especial y espolvorearse con semillas de sésamo. Se sirve tradicionalmente empapado o acompañado de un jarabe espeso a base de azúcar, miel o glucosa llamado qattar o attar.

### Kadaif
Los hilos se usan para hacer dulces de varias formas (tubos o nidos), rellenos a menudo con frutos secos troceados, como los usados para la baklava. El kadaif de postre se hace con una capa de kadaif, un relleno de frutos secos y otra capa de pasta. Se pinta con mantequilla fundida, se hornea hasta que se dora y se remoja en almíbar o miel. A veces se usa en la cocina de fusión para elaborar pasteles salados.